# Real Colegiata de la Santísima Trinidad
La Real e Insigne Colegiata de la Santísima Trinidad es un tempo católico situado en el Real Sitio de San Ildefonso y enclavado en el palacio homónimo. Desde 1724 hasta 1874 fue la cabeza de una jurisdicción eclesiástica exenta inmediata a la Santa Sede.

## Historia
Su origen se encuentra en la capilla del palacio real que mandó construir Felipe V en los inicios de la década de 1720, según la compraventa firmada con los monjes jerónimos del segoviano Monasterio del Parral quienes poseían antes una granja en el lugar, este espacio de culto debería de estar abierto al público. Esta última condición determinó su ubicación, noreste del palacio con acceso desde este y desde la población. 
La capilla sería consagrada el 22 de diciembre de 1723 por el patriarca de las Indias, el cardenal Carlos de Borja y Centelles. 
Dos años después, el 6 de julio de 1725, se conocería en el propio recinto sagrado la bula Dum infatigabilem emitida por Benedicto XIII el 20 de diciembre de 1724 en que se elevaba la capilla a iglesia colegial (o colegiata) y se le concedía una jurisdicción exenta de la diócesis de Segovia y directamente dependiente de la Santa Sede. En concreto el pontífice otorgó tres privilegios:
- Concesión de jurisdicción exenta “vere nullius”, como abadía territorial. Su territorio incluía: San Ildefonso, Valsaín, Revenga y Navas de Riofrío junto con Palazuelos, Tabanera, Sonsoto y Trescasas.
- Erección del templo en iglesia matriz de todos los templos dentro de su jurisdicción.
- Constitución de un cabildo con un abad, doce canónigos, seis racioneros y cuatro capellanes. El abad era mitrado y podía utilizar las insignias y hábitos pontificales y además, era normalmente consagrado arzobispo in partibus.

Ya desde 1723 la capilla contó con una capilla de música. En 1724 se componía de: un maestro de capilla, un organista, tres violinistas, dos bajos de viola, dos sopranos, un tenor, un contralto, un bajo, un copista y un soplador de órgano.
El 13 de octubre de 1780 se aprobarían los estatutos y ceremonial del cabildo de la colegiata.

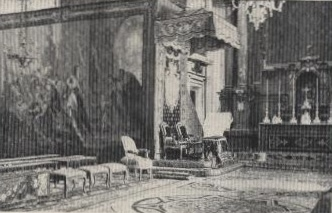
Vista del interior del templo en 1908, con la real cortina.

En 1810 José I suprimió la colegiata, siendo suprimida al regreso de Fernando VII en 1814.
En el Concordato de 1851 entre España y la Santa Sede, se mantuvo tanto la colegialidad como la jurisdicción exenta, clasificándose la colegiata como de primera clase.
El fin de la colegiata, como jurisdicción exenta, se produjo en enero de 1874 tras la puesta en práctica en España de la bula Qua Diversas otorgada por Pío IX el 14 de julio de 1873.

## Descripción

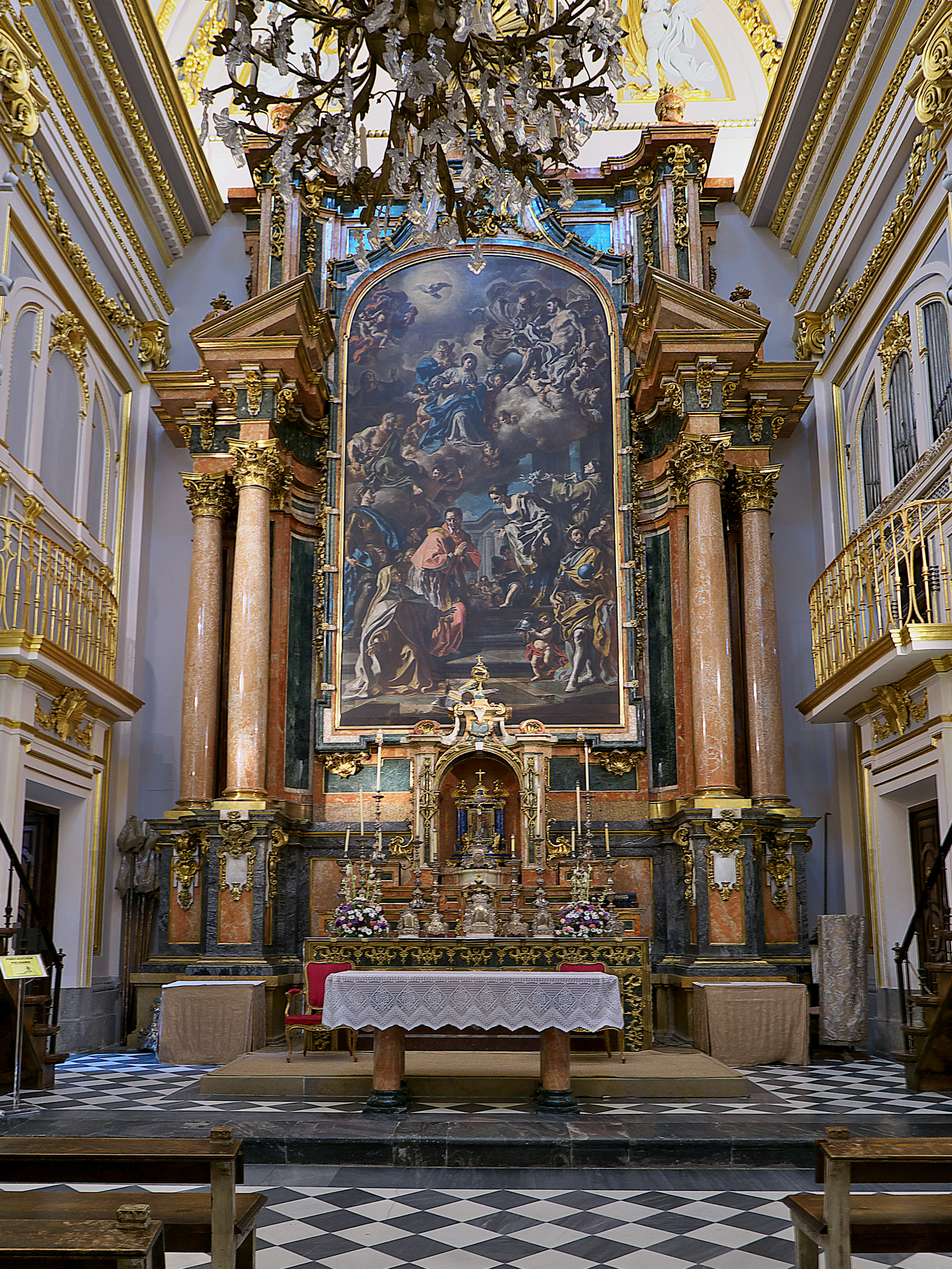
Vista del presbiterio del templo con el altar mayor y su retablo principal.

El edificio presenta una planta de cruz latina, de una sola nave.El altar mayor se encuentra decorado con un importante retablo de mármoles, obra de Teodoro Ardemans, y presidido por un óleo de Solimena: La Santísima Trinidad adorada por los santos patronos de los miembros de la Familia Real española. En los testeros crucero se disponen las puertas de entrada desde el exterior, contando en su pared norte con sendos altares laterales dedicados a San Ildefonso (lado del Evangelio) y de la Inmaculada Concepción (lado de la Epístola).
A los pies de la nave se sitúa el coro, con una importante sillería, y sobre él la tribuna real sostenida por ricas columnas de mármol y una pantalla coronado por las armas acoladas de Felipe V e Isabel de Farnesio.
Las bóvedas de la nave y la cúpula se encuentran decoradas con estucos e importantes frescos.
Al este de la nave principal se encuentra el relicario al que se entra desde el lado del Evangelio del presbiterio. Este espacio ricamente decorado alberga el Sepulcro de Felipe V e Isabel de Farnesio, así como la tumba de la infanta Isabel de Borbón, "La Chata", hija de Isabel II. En el relicario se guardan las reliquias de diferentes santos.

### Individuales
1. ↑  Breñosa y Tejada, Rafael (1884). «Sucesos notables ocurridos en el Real Palacio y colegiata». Guía y descripción del real sitio de San Ildefonso. Tip. de los Sucesores de Rivadeneyra. p. 144. Consultado el 17 de enero de 2024.
2. ↑  Morales, Nicolás (2007). L'artiste de cour dans l'Espagne du XVIIIe siècle: étude de la communauté des musiciens au service de Philippe V, 1700-1746 (en francés). Casa de Velázquez. p. 98. ISBN 978-84-96820-00-5. Consultado el 17 de enero de 2024.